# VCC Gold
VCC Gold es la versión mejorada de VCC, este es un CRM sencillo y fácil de utilizar. Este sistema ha sido desarrollado por la firma mexicana VCC Sistemas.
Desde 1998 ha sido usado por empresas y vendedores independientes y han obtenido resultados palpables en el incremento de sus ventas y un control administrativo eficiente. Así sus vendedores y sus clientes siempre están al día.
VCC Gold utiliza un motor de bases de datos MySQL que hace más eficiente la consulta de datos almacenados en un servidor.
- Datos: Q6158350